# 東亜新秩序

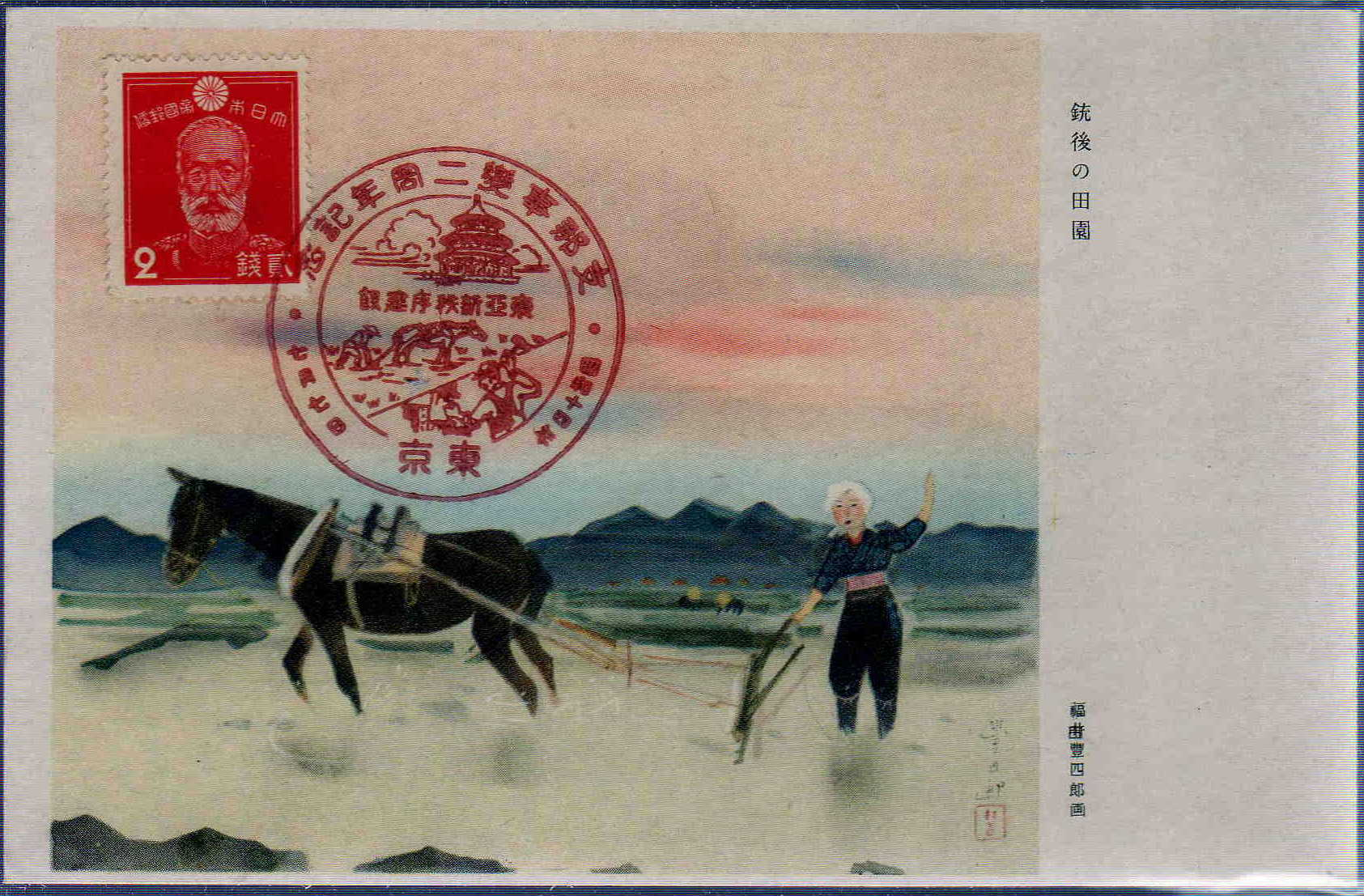
陸軍省発行の絵葉書（福田豊四郎作「銃後の田園」）に東京の郵便局で『支那事変二周年記念』の記念印には「東亜新秩序」の標語が入っている

東亜新秩序（とうあしんちつじょ）は、1938年（昭和13年）11月3日及び同年12月22日に、時の内閣総理大臣近衛文麿（第1次近衛内閣）が発表した声明に登場する構想である。
反共主義によるもの（抗日容共な国民党政府の否定、大日本帝国・満洲国・中華民国3カ国の連帯による共同防共の達成)と、汎アジア主義によるもの（東洋文化の道徳仁義に基づく「東亜に於ける国際正義の確立」、東洋古来の精神文化と西洋近代の物質文化を融合した「新文化の創造」）の両方を含む。ただし、東洋文化については日本文化をますます醇化発展させ、中国文化その他に新生命を吹き込んで更生再建させる所に「新文化の創造」の要諦があるとされた。当時中国の人々は、徳に対する受感性は特に大きいものの、面子においては俠義を尊び、実践においては事大主義を尊び、まことに言行が不一致であり、官吏においてはピンハネや賄賂が横行していたとされる。また、中国の学生は、予備教育を受けずに正味の学問へと進みたがり、政治運動に時間を浪費し、学問の精神が培われず、そのため自然科学が興らないでいるとされた。

## 前史
1923年、中華民国の鉄道において臨城事件が起こり、多数の英米人が被害を受けたため、英米を中心に列強による中華民国の鉄道警備管理共同案が議論された。また、中華民国の内政全ての共同管理案も議論されていた。この共同管理案の勝手な議論は中華民国革命政府側の反発を招き、中華民国革命政府はソ連へと近づいた。
1924年、孫文は、大アジア主義講演に於いて、西洋文化を取り入れながらも、東洋の王道、道徳仁義および国家的道徳により、西洋の覇道に対抗することを主張した。また、孫文は、東の日本及び西のトルコを、「亜細亜の最も信頼すべき番兵である」と評価した。ただし、革命に始まる孫文が協力者の赤露を評価していたのと異なり、尊王論に始まる近代日本はロシア内戦の頃より赤露を敵視していた （反共主義）。
孫文の死後、蔣介石は反共主義方針を取り、国共内戦へと突入させた。その後、蔣介石は中ソ紛争を行うが、ソ連に敗北してしまい、ソ連とハバロフスク議定書を結んでしまう。1932年、日本は東三省に於いて王道政治を掲げる満洲国を誕生させた。

1933年5月、ソ連のトロツキストと繋がりを持つとされる元ドイツ参謀のハンス・フォン・ゼークトが、蔣介石の軍事顧問となった（中華民国の戦争準備とドイツ軍事顧問団の支援も参照）。1935年5月2日、ゼークトの提案に基づき中華民国秘密警察の藍衣社が親日要人へのテロ事件を起こしたため、日本は抗議し、1935年6月27日、日本と中華民国は梅津・何応欽協定を結んだ。日本は、国民党政府側に「外蒙等ヨリ来ル赤化勢力ノ脅威カ日満支三国共通ノ脅威タルニ鑑ミ支那側ヲシテ外蒙接壌方面ニ於テ右脅威排除ノ為我方ノ希望スル諸般ノ施設ニ協力セシムルコト」（広田三原則）を提示したが、交渉に失敗する。
1938年1月16日、近衛文麿は第一次近衛声明において、「爾後国民政府を対手とせず帝国と真に提携するに足る新興支那政権の成立発展を期待し是と両国国交を調整して更生新支那の建設に協力せんとす」と発表した（尾崎秀実の謀略工作も参照）。
経済統合については、世界恐慌や政治的意図により起こされたブロック経済の問題があり、経済戦において日満支経済ブロックが必要とされていた。また、ソ連の第二次五ヶ年計画完成による極東軍備の完成及び赤化攻勢の強化は差し迫った危機であった。ソ連からの亡命者のゲンリフ・リュシコフの情報により、日本の軍事力がソ連に追いつけないことが判明することとなる。

## 第二次近衛声明
第二次近衛声明（だいにじこのえせいめい）は第1次近衛内閣が1938年11月3日に発表した支那事変に関する声明である。東亜新秩序建設の声明（とうあしんちつじょけんせつのせいめい）、東亜新秩序声明（とうあしんちつじょせいめい）とも呼ばれる。
この声明では、大日本帝国の支那事変における目的が「東亜新秩序の建設」であるとし、中華民国民の協力と国民政府の刷新を求め、列強への牽制を述べている。
国民政府との和解を妨げる第一次近衛声明での「対手とせず」を修正する意図があったと解されている。

## 後史
1940年11月30日、日本と中華民国汪兆銘政権（更生新支那）は日華基本条約を結び、日本と満洲国と中華民国汪兆銘政権の三国は共同で日満華共同宣言を行った。1941年には華北に華北防共委員会が設置された。